# 5-ethylideen-2-norborneen
5-ethylideen-2-norborneen of ENB is een gebrugde organische verbinding met als brutoformule C9H12, afgeleid van norborneen. De stof komt voor als een witte tot kleurloze vluchtige vloeistof met een kenmerkende geur, die quasi-onoplosbaar is in water (± 8 mg/L). Dit is te wijten aan het hydrofobe karakter van de stof.

## Reactiviteit
Door de dubbele binding en het gebrugde systeem kent deze verbinding een hoge ringspanning. Dit verhoogt danig de reactiviteit van de molecule en deze moet als dusdanig gestabiliseerd worden, om spontane polymerisatie te voorkomen. Veelal wordt 2,6-di-tert-butyl-4-methylfenol als stabilisator toegevoegd. Het zuivere product wordt meestal opgeslagen in een inert gas.

## Toepassingen
De wereldwijde productie van ENB wordt geschat op 54.000 ton, waarvan het grootste gedeelte in Japan (20.000 ton), de Europese Unie en de Verenigde Staten. ENB wordt als bicyclisch alkadieen gebruikt als copolymeer in de productie van ethyleen-propyleen-dieen-monomeren (EPDM). Tijdens dit proces wordt de dubbele binding in het norborneen verbroken en gecopolymeriseerd met ethyleen en propyleen. Hierdoor wordt een terpolymeer (polymeer bestaande uit 3 verschillende monomeren) gevormd dat een nog onverzadigde binding van ethyleen bevat. Deze binding wordt gebruikt om de polymeerketens te crosslinken met zwavelbruggen (de zogenaamde vulkanisatie). Hierdoor verkrijgt men het vrij elastische EPDM.

## Toxicologie en veiligheid
De stof kan spontaan polymeriseren. ENB ontleedt bij verbranding, met vorming van een scherpe rook en irriterende dampen. Ze reageert met sterk oxiderende stoffen.
De stof is irriterend voor de ogen, de huid en de luchtwegen. Als deze vloeistof wordt ingeslikt en daarna in de luchtwegen terechtkomt, kan longoedeem ontstaan. Bij langdurig, herhaald of intens contact met stof kunnen er nefaste effecten op de lever en de nieren optreden.